# СБ (АНТ-40)
Вижте пояснителната страница за други значения на Сб.
СБ (АНТ-40) е съветски фронтови бомбардировач, разработен в средата на 1930-те години.
Създаден от конструкторски колектив под ръководството на А. А. Архангелски и А. Н. Туполев, това е най-масовият бомбардировач на авиационното конструкторско бюро „Туполев“. От началото на производството му през 1936 г. до края му през 1941 г. са произведени 6831 самолета от различни модификации. В годините преди Втората световна война и в началото ѝ този самолет е основният бомбардировач в съветските военновъздушни сили. Използван е в много от локалните въоръжени конфликти през 1936 – 40 г. и във войната с Германия от 1941 г. СБ остава на въоръжение до 1943 г. и довършва службата си в гражданската авиация.

## Създаване
Работата по новия бомбардировач започва в края на 1933 г. Главен конструктор е А. А. Архангелски, ръководител на конструкторска бригада № 5, като проектирането върви под личното ръководство на А. Н. Туполев. В конструкторското бюро самолетът получава обозначението АНТ-40 и се разработва като среден триместен бомбардировач с прибираемо в полет шаси. Особено внимание е обърнато на повишаването на скоростта. С тази цел кабините на екипажа са закрити, бомбите се разполагат вътре в тялото, а обшивката на самолета е гладка (вместо гофрираната обшивка, масово използвана дотогава). Решено е да бъдат построени два опитни образеца на машината – единият с американски двигатели с въздушно охлаждане Райт Циклон Ф 3 (Wright Cyclone F 3), а вторият с френски двигатели с течно охлаждане Испано-Суиза 12Ybrs (Hispano Suiza 12Ybrs).
На 7 октомври 1934 г. излита първия прототип АНТ-40РЦ (РЦ – Райт Циклон), но летателните му характеристики са, меко казано, незадоволителни. По време на деветия си полет на 31 октомври самолетът претърпява авария и е възстановяван до февруари 1935 г., а механиците, участващи в изпитанията го кръщават посвоему: СБ – „Сволочь Бездарная“ („Мръсник Бездарен“).
На 30 декември излита вторият прототип – АНТ-40ИС (ИС – Испано-Суиза). С известни прекъсвания изпитанията му продължават до юли 1935 г., като по време на провеждането им съветските конструктори се сблъскват за първи път с нови (и опасни) аеродинамични явления като флатера. След доработка е построен втори прототип на АНТ-40ИС, в който недостатъците са отстранени и през април 1936 г. летателните изпитания завършват с успех. Според резултатите от изпитанията, съветските специалисти го обявяват за един от най-добрите самолети в света от своя клас. Самолетът АНТ-40-2 е приет на въоръжение под обозначението СБ (Среден или Скоростен Бомбардировач).

## Варианти
- СБ-2М-100А – Модификация със съветски двигатели М-100/М-100А (съветски вариант на Hispano-Suiza 12Ybrs). Двигателите М-100А с повишена мощност от 860 к. с. влизат в серийно производство от април 1936 г. и през декември същата година са монтирани на СБ. Изпитанията преминават успешно и още същия месец започва производството на модификацията СБ-2М-100А. През 1937 г. са произведени 853 машини с двигатели М-100 и М-100А, като в края на 1938 г. голяма партида от тях са изпратени в Испания, където получават прякора „Катюша“.

- СБ-2М-100А модернизиран – Опитът от въоръжените конфликти в Испания и Китай показва недостатъците в конструктивното разположение на отбранителното въоръжение – оказва се, че видимостта от кабината на стрелеца за защита на задната полусфера както над, така и под самолета е много лоша. Кабината на стрелеца е преработена като стъклен купол (а не както дотогава – вписваща се в силуета на самолета) и са разработени нови установки за монтиране на отбранителното въоръжение (картечниците ШКАС). До 1940 г. обаче такава модернизация е направена на много малко самолети (бомбардировачите, доработени по този начин обикновено летят като последни в бойния строй), когато войната с Финландия принуждава да се пристъпи към по-масово модернизиране на самолетите. Въпреки това при влизането на СССР във Втората световна война все още малко бомбардировачи са преработени и това довежда до тежки загуби от немските изтребители.

- СБ-2М-103 или СБ бис – Тъй като бомбовия товар на самолетите СБ е 600 кг, в резултат на натрупания боен опит се появява изискването той да бъде увеличен до 1200 – 1500 кг. Това става възможно с появата на по-мощните двигатели М-103. Първият СБ, оборудван с такива двигатели, преминава изпитания от 27 юли до 19 септември 1938 г. и в края на септември влиза в серийно производство, въпреки че скоростта е леко снижена (420 км/ч при 450 км/ч дотогава). Произведени са около 300 самолета от тази модификация.

- СБ-2М-103 обр. 1939 г. (оригинално обозначение СБ-2М-103 эталон 201 серии 1939) – Модификация на самолета с подобрена аеродинамичност за повишаване на летателните характеристики. Първият модернизиран вариант не успява да премине изпитанията през юни-юли 1939 г., но доработеният втори вариант е признат за успешен и влиза в серийно производство в края на годината. От модификациите на СБ-2М-103 са произведени общо 1435 самолета.

- УСБ – След началото на експлоатацията на СБ във военновъздушните сили се появява нуждата от учебен вариант на машината и затова е разработен варианта УСБ (Учебен СБ) с допълнителна открита кабина за инструктора. Кабината е изработена по начин, който позволява да бъде заменяна с тази на щурмана в серийните самолети. Самолетът преминава изпитания през март 1936 г., които са признати за удовлетворителни. Произведени са 110 кабини, като 29 от тях са монтирани на нови машини, а 81 са изпратени по авиационните училища и строевите части за монтиране на серийните самолети.

- Ар-2 (СБ-РК) – Модификация на самолета като пикиращ бомбардировач. Монтирани са нови двигатели М-105Р с цел повишаване на максималната скорост. Намалена е площта на крилата, подобрена е аеродинамиката, внесени са и конструктивни изменения, позволяващи бомбардировката при пикиране. Преминава изпитания през 1940 г. и същата година започва серийното му производство, като са произведени 250 самолета, тъй като се преминава към производството на по-добрия пикиращ бомбардировач Пе-2. Първоначално модификацията носи името СБ-РК (РК – разрезное крыло – намалено крило), но през 1940 г. получава обозначението Ар-2 от името на конструктора си А. А. Архангелски.

Съществуват и други военни варианти на бомбардировача СБ. Един от тях е щурмови самолет, въоръжен с 10 пускови установки за реактивни снаряди РС-132. По този начин са оборудвани 6 самолета, които взимат участие в Зимната война с Финландия. Правени са опити и за оборудването му с контейнер под тялото, съдържащ 4 20-мм оръдия ШВАК. Произведен е един опитен екземпляр. Произведен е и опитен вариант, наречен ММН (на чиято основа е разработен Ар-2), с двигатели М-105 и подобрена аеродинамичност, но не издържа държавните изпитания и е предаден за използване като пощенски самолет. Разработена е и модификация на базата на Ар-2, наречен „Б“ или СББ-1 (на руски: Скоростной Ближний Бомбардировщик – первый – „Скоростен бомбардировач за близко действие – първи“). Той се отличава от базовия си вариант по разнесеното двукилево оперение в опашната част и преминава успешно изпитания през 1941 г., но не е приет за серийно производство, тъй като е закъснял – мощностите на заводите са подготвени за новия пикиращ бомбардировач Пе-2, към чиито характеристики СББ-1 се доближава.

## Бойна биография

### Испания
През 1936 г. в по време на Гражданската война в Испания в номенклатурата на бойната техника, с която СССР оказва помощ на републиканското правителство, влиза бомбардировачът СБ. На 23 октомври 1936 г. с кораб са доставени първите самолети СБ в Испания. Там той получава прозвището „Катюшка“, като официалното му обозначение е „ВК“ (от испански: Bombardjero Katyushka – „Бомбардировач Катюшка“). Франкистите ги наричат Martin Bomber, защото смятат, че са лицензни американски машини. В първия етап на войната самолетите летят със съветски екипажи, а по-късно – с испански. В този военен конфликт бомбардировачите СБ се представят сравнително добре. В началото те превъзхождат по скорост немските и италиански изтребители и бомбардировачи на въоръжение на националистите, но появата на новите немски изтребители Ме-109 се оказва сериозна заплаха за тях. Една от по-известните акции на СБ през тази война е атаката и повреждането „джобния линеен кораб“ „Дойчланд“ (самолетите са пилотирани от съветски екипажи). Общо в Испания са изпратени около 70 бомбардировача СБ, 19 от които оцеляват и след войната влизат на въоръжение във ВВС на франкистка Испания, където получават прозвището „София“. Двигателите им са заменени с френските Hispano Suiza 12 Ybrs и летят отначало в състава на бойните части, а по-късно стават тренировъчни и като такива просъществуват до 1950 г.

### Китай
Съветският съюз оказва военна помощ и на китайското правителство на Чан Кайшъ по време на Втората Китайско-Японска война. В отговор на молбата на Китай, през есента на 1937 г. СССР изпраща на азиатската държава 225 самолета, 62 от които СБ (общото количество на доставените бомбардировачи СБ в периода 1937 – 1940 достига 292 машини, китайците ги обозначават като СБ-3). Като особено успешен рейд, извършен от СБ през този конфликт, се смята атаката на главната японска военновъздушна база на о-в Формоза (Тайван). На 23 февруари 1938 г. 28 бомбардировача СБ атакуват базата и хвърлят 280 бомби, унищожавайки 40 самолета, много друга техника и огромно количество гориво. Самолетите се завръщат в базата в Ханкоу без загуби след седемчасов полет, като им е осигурено презареждане на летище Фуджоу. В началото бомбардировачите летят с руски екипажи, а след изтеглянето на съветските „доброволци“ през 1939 г. – с китайски, като летят до май 1943 г.
Войната в Китай показва някои недостатъци на машината като малката бомбоносимост, слабости в конструирането на отбранителните огневи точки, недостатъчна бронираност на кабината.

### Далечен изток
Бомбардировачите СБ се сражават в пограничния сблъсък при езерото Хасан между Япония и Съветския съюз. Там за първи път е използвана нова (за СССР) тактика за бомбардиране, при която самолетите летят в големи формации, включващи 27 – 36 бомбардировача.

### Монголия
През 1939 г. Япония нахлува в Монголия. Съветският съюз, предварително обявил, че „ще защитава границите на Монголия като своите собствени“ се включва в конфликта на монголска страна, което довежда до боевете при р. Халхин-Гол. В началото, въпреки количественото превъзходство съветската авиация, тя търпи загуби от по-опитните японски летци. За да се поправят нещата, в Монголия допълнително са прехвърлени още 505 самолета с екипажи, имащи опит от Испания и Китай. Около 180 от тях са СБ. Самолетът все още е добър за времето си – на 5 юли 1939 г. група от 59 СБ нанасят удар по гара Халун-Аршан. Те летят без изтребително прикритие и са атакувани двукратно от японски изтребители. В крайна сметка гарата е бомбардирана успешно, съветските загуби са два самолета, а японските – 4 изтребителя Накаджима Ки-27.

### Зимна война
Самолетите СБ вземат участие и в Съветско-финландския въоръжен конфликт продължил от 30 ноември 1939 до 12 март 1940 г., известен и като Зимната война. 22 от бомбардировъчните полкове, участващи в конфликта от съветска страна са въоръжени със СБ. Тези самолети оказват особено голяма помощ на наземните войски при пробива на укрепената линия „Манерхайм“. Тя е бомбардирана с бетонобойните бомби БЕТАБ-250, които разрушават бетонните укрепления на финландците.
Войната с Финландия отново показва недостатъците в въоръжението, тактиката и летателната подготовка в бомбардировъчната авиация. Много от екипажите не са обучени за действия в сложни меорологични условия и имат слаба навигационна подготовка, недостатъците в отбранителното въоръжение на самолетите все още не са предолени. Загубите на самолетите СБ са 253 машини, от които 113 са свалени от финландците, 27 изчезват безследно, 41 са тежко повредени, а 72 са изгубени при летателни произшествия.

### Велика отечествена война
С нахлуването на 22 юни 1941 г. на Нацистка Германия в Съветския съюз започва етапът от Втората световна война, известен в СССР като Велика отечествена война. Въпреки че СБ вече е признат за остарял, 90 % от бомбардировъчните съединения са въоръжени с него. Изненадващият удар на немската авиация и артилерия по съветските летища от пограничните военни окръзи унищожава голяма част от самолетите още на земята. Не са малко и загубите във въздуха. Немските пилоти познават СБ от войната в Испания и добре са изучили силните и слабите му страни. Въпреки това още на 22 юни в 10:02 ч. самолети СБ от 40-и БАП (бомбардировъчен авиополк) бомбардират немския тил – атакувани са Кьонигсберг, Торгау и Мемел – и се завръщат без загуби. Руските пилоти се сражават самоотвержено, въпреки загубите. Известен е случай на Югозападния фронт, когато бомбардировач Ар-2 с командир старши лейтенант В. Ерофеев се проявява като изтребител – той влиза в задната полусфера на немски изтребител Ме-109, атакува го и го сваля. При изпълнение на бомбардировъчни мисии заедно с по-модерните Пе-2, самолетите СБ поради по-ниската си скорост летят на различна височина от Пе-2 и атакуват втори. Но пълното превъзходство на немската авиация във въздуха принуждава слабо защитените самолети СБ и Ар-2 да се преквалифицират в нощни бомбардировачи, оставайки на въоръжение като такива до средата на 1943 г.
Самолетите СБ в този период са натоварени и с друга роля – те стават летящи радиокомандни насочвачи за безпилотните тежки бомбардировачи ТБ-3, които напълнени с експлозив и управлявани по радиото, играят ролята на огромни самолети-снаряди. На 15 октомври 1941 г. с помощта на такава „управляема бомба“ е разрушена немска преправа през Волга в района на гр. Калинин.
По време на въздушните сражения над Москва и Подмосковието в края на 1941 и началото на 1942 г. на самолетите СБ и по-специално на Ар-2 е отредена друга специфична роля. Заедно с Пе-2 те служат в специална група за нощни действия от ВВС на Московския окръг, командвана от майор Г. П. Крапенко. Самолетите са оборудвани с два малки, но мощни прожектора, с които осветяват немските бомбардировачи, помагайки по този начин на нощните изтребители.
След свалянето им от въоръжение през 1943 г., самолетите СБ стават учебно-тренировъчни машини в авиошколите. Правят се и опити за използването им като буксировчици на десантни планери. Летят като транспортни и куриерски самолети, снабдяват с припаси обкръжени части или прехвърлят диверсионни части в тила на противника.

### Англо-съветска инвазия в Иран
Интересен епизод от участието на тези самолети във Втората световна война е използването им в малко известната Англо-съветска инвазия в Иран през втората половина на 1941 г. След първоначалните немски успехи на Източния фронт правителството на Иран заема прогерманска позиция, създавайки по този начин възможен плацдарм за атака на Съветския съюз в тил. По тази причина, а и защото територията на Иран се явява удобна база за снабдяване на СССР с припаси и техника от Англия по договора Заем-наем, двете държави по взаимно съгласие нахлуват в Иран на 25 август 1941 г. Самолетите СБ изпълняват 65 бомбардировъчни полета без загуби, поради пълната липса на съпротива във въздуха. Няколко машини са леко повредени от зенитния огън от земята. Тук обаче отново проличава слабата навигационна подготовка на екипажите – отбелязани са случаи на загуба на ориентировка и дори на бомбардиране на собствените войски.

## В гражданската авиация
През 1938 г. известно количество СБ-2М-100А са предадени на гражданската авиация, където получават обозначението ПС-40. Това са бойни самолети, чиято служба във ВВС е приключила. Направен им е капитален ремонт, при който са премахнати стрелковите установки, специалното оборудване и прибори. По-късно на тяхна база е създаден пътническия ПС-41, както и пощенския ПС-41 бис с увеличена далечина на полета.

## Световни рекорди
На 1 ноември 1936 г. пилотът М. И. Алексеев със специално облекчен вариант на СБ-2М-100А достига височина 12 695 м с полезен товар от 1000 кг. Това е световен рекорд, но той не е зачетен, тъй като СССР все още не е член на Международната авиационна федерация (FAI). На 2 септември, когато Съветският съюз вече членува във FAI, опитът е повторен със същия самолет, като достигната височина е 12 246,5 м. Този път рекордът е вписан в регистрите на федерацията.

## Използване в други ВВС

### Чехословакия
СБ е първият съветски самолет произвеждан по лиценз в чужбина. Произвеждан е в Чехословакия под името Avia B.71. Това става възможно благодарение на договора за взаимопомощ между двете държави от 16 май 1935 г. Чехословаците предават на СССР лиценза за планинското оръдие С-5, а руснаците от своя страна лиценза за СБ. Лицензионният договор е сключен през март 1937 г. и предвижда производството на 160 самолета. Чехословашките машини са оборудвани с двигатели Avia Hispano Suiza 12 Ydrs (същия френски двигател, произвеждан по лиценз в Чехия) и се строят като бомбардировачи и разузнавачи за далечно действие. От 1937 г. до 1939 г. са произведени около 100 машини Avia B.71.

### България
След окупацията на Чехословакия (март 1939 г.) немското авиационно министерство издава заповед за пласирането на Avia B.71 в други страни. България поръчва 32 машини, от които получава 24 през 1939 и 8 през 1940 година.
Българската авиация използва Avia B.71, наричан „Жерав“ в бой за последен път през ноември 1944 г. срещу немците.

### Финландия
След Зимната война във Финландия остават 8 трофейни СБ, като през 1941 г. са закупени от Германия още 16 трофейни машини. Един от финландските СБ е от модификацията СБ-2М-100А, останалите са СБ-2М-103. Те са използвани като морски патрулни самолети и за борба с подводници. Летят до 1945 г. когато са консервирани, а през 1950 г. са изписани от строя.

## Тактико-технически характеристики
|                                         | АНТ-40-2                     | СБ-2М-100А                     | СБ-2М-103                           | СБ-2М-103 обр. 1939             | Ар-2                            |
| --------------------------------------- | ---------------------------- | ------------------------------ | ----------------------------------- | ------------------------------- | ------------------------------- |
| Година на производство                  | 1934                         | 1936                           | 1938                                | 1939                            | 1940                            |
| Дължина, м                              | 12.17                        | 12.27                          | 12.27                               | 12.27                           | 12.78                           |
| Височина, м                             | 4.39                         | 4.74                           | 3.0                                 | 3.0                             | 4.7                             |
| Размах на крилата, м                    | 20.33                        | 20.33                          | 20.33                               | 20.33                           | 18.0                            |
| Площ на крилата, м2                     | 51.95                        | 56.7                           | 56.7                                | 56.7                            | 48.2                            |
| Тегло празен, кг                        | 3868                         | 4138                           | 4427                                | 4768                            | 5106                            |
| Нормално полетно тегло, кг              | 5350                         | 5628                           | 7750                                | 7880                            | 8150                            |
| Двигатели мощност                       | 2 х Hispano Suiza 12Ybrs 750 | 2 х М100А 860                  | 2 х М103 960                        | 2 х М103 960                    | 2 х М105Р 1050                  |
| Максимална скорост, км/ч на височина, м | 404 5000                     | 423 4000                       | 415 4000                            | 446 5000                        | 512 5000                        |
| Таван на полета, м                      | 9400                         | 9650                           | 9600                                | 9300                            | 10 000                          |
| Далечина на полета, км                  |                              | 2150                           | 1800                                | 1900                            | 1500                            |
| Въоръжение                              | 4х7.62-мм картечници ШКАС    | 4х7.62-мм ШКАС до 600 кг бомби | 4х7.62-мм ШКАС 1200 – 1500 кг бомби | 4х7.62-мм ШКАС до 1500 кг бомби | 3х7.62-мм ШКАС до 1600 кг бомби |